# Slatina (gmina Šavnik)
Slatina (cyr. Слатина) – wieś w Czarnogórze, w gminie Šavnik. W 2011 roku liczyła 73 mieszkańców.